# Geophilus mundus
Geophilus mundus är en mångfotingart som först beskrevs av Chamberlin 1952.  Geophilus mundus ingår i släktet Geophilus och familjen storjordkrypare.
Artens utbredningsområde är Turkiet. Inga underarter finns listade i Catalogue of Life.